# Палярыннат
Палярынна́т — река на Дальнем Востоке России, протекает по территории Чаунского района Чукотского автономного округа. Длина реки — 48 км.
Название в переводе с чукот. — «место сброса рогов у горы».
Берёт начало с северо-восточных склонов горы Палянай, протекает по заболоченной местности в окружении многочисленных озёр, впадает в Паляваам справа. В среднем течении на левом берегу реки находится ледяной холм высотой 5 м.
Основные притоки: Болотистый, Гусиный.
В верховьях Палярынната обнаружены рудопроявления молибдена.